# Abbott Handerson Thayer
Abbott Handerson Thayer (12 d'agost de 1849 - 29 de maig de 1921) va ser un artista, naturalista i professor estatunidenc. Va gaudir d'una notable popularitat com a retratista i paisatgista i les seves pintures es troben exposades en la majoria de galeries nord-americanes. És sovint reconegut per les seves pintures d'àngels.
Durant l'últim terç de la seva vida va treballar amb el seu fill Gerald Handerson Thayer en un tractat sobre camuflatge que es creu que podria haver tingut certa influència en el camuflatge militar de la Primera Guerra Mundial. Thayer també va influir en l'art americà a través dels seus esforços com a docent i la formació d'aprenents al seu estudi de Nou Hampshire.